# Paul Mayer (zoöloog)
Paul Mayer ( Lüdenscheid, 1848 – Jena, 1923) was een Duitse zoöloog gespecialiseerd in kreeftachtigen.

## Studies
Paul Mayer, zoon van Isidoor Mayer, werd geboren in Lüdenscheid. Hij maakte zijn middelbare school niet af en ging in de leer bij een apotheker. In 1871 studeerde hij aan de Universiteit Greifswald. In 1874 ging hij zoölogie studeren in Jena. Hij doctoreerde er onder Ernst Haeckel. In de periode 1875-1876 kreeg hij een beurs aan  het Stazione Zoologica Anton Dohrn in Napels waar hij vervolgens van 1878 tot 1913 werkte als assistent.

## Werk
Mayer bestudeerde als zoöloog zeedieren, voornamelijk kreeftachtigen met een focus op spookkreeftjes. Hij vergaarde vooral bekendheid met zijn werk op het vlak van de verbetering en standaardisatie van microscopische technieken. In 1891 ontwikkelde hij een preciezere techniek om weefselpreparaten te kleuren door haematoxyline te zuiveren tot hemateïne. In 1920 publiceerde hij Zoomikrotechnik.